# 635
Cette page concerne l'année 635  du calendrier julien. Pour l'année 635 av. J.-C., voir 635 av. J.-C.
L'année 635 est une année commune qui commence un dimanche.

## Événements
- Janvier : les musulmans battent les Byzantins à la bataille de Fehl (Pella, en Jordanie)[1].
- Mars : début du siège de Damas[1].
- 4 septembre : prise de Damas par les musulmans[1].
- Novembre : prise d'Émèse par les musulmans[1].

- Arrivée à Chang'an, en Chine, du prêtre nestorien Alopen. Il y construira une église en 638[2].
- Le roi de Yarkand dans le Tarim accepte la suzeraineté chinoise[3].
- Le royaume Xianbei de Tuyuhun est vassalisé par les Tang[4].

### Europe
- 23 mai : Dagobert réunit une assemblée générale à Bigargium, près de Paris, où il fait lecture de son testament[5].
- 9 octobre : foire de Saint-Denis. En 634 ou 635, le roi des Francs Dagobert Ier renonce aux tonlieux et autres bénéfices fiscaux de la foire de Saint-Denis au profit des moines de l'abbaye[6].

- Aidan (mort en 651), moine irlandais d'Iona, est consacré évêque des Northumbriens à Lindisfarne[7]. À la demande d’Oswald de Northumbrie, les moines irlandais d’Iona reprennent pied dans le Nord de l’Angleterre en créant le couvent de l’île de Lindisfarne (conversion de la Northumbrie au christianisme) puis de Whitby en Mercie (657). Le monastère de Lindisfarne devient la capitale religieuse du royaume de Northumbrie et le centre de diffusion des rites celtiques qui submergent l’influence romaine.

- Le Bulgare Kovrat, neveu de Gostun, après avoir émancipé son peuple des Avars (630-635) se proclame khan des Bulgares. Héraclius lui donne le titre de patrice[8].

## Naissances en 635
- Clovis II, roi de Neustrie, fils de Nantilde et de  Dagobert Ier.

## Décès en 635
- Al Harith inbou Kaldah (Médecin du prophète Mahomet)